# Dissé-sous-Ballon
Dissé-sous-Ballon korábbi község Franciaország Loire mente régiójában, Sarthemegyében. 2019. január 1-jén beolvadt Marolles-les-Braults új községbe.
Lakosainak száma 143 fő (2018. január 1.). Dissé-sous-Ballon Marolles-les-Braults, Dangeul, Mézières-sur-Ponthouin és Saint-Aignan községekkel határos.

## Népesség
A település népességének változása:
| Lakosok száma | 138  | 140  | 141  | 137  | 143  |
|               | 2013 | 2015 | 2016 | 2017 | 2018 |